# 津浦铁路
津浦铁路是近代中国建成较早的长途铁路干线。铁路始建于1908年，并在1912年全线通车，是继京汉铁路后，中国又一条南北交通干线。线路位于华东地区，大致呈南北走向，起始于今日的天津北站，经过华东地区的河北、山东、安徽和江苏四省，终于位于南京长江北畔的浦口站，全长1009公里，后因故延至天津东站，正线全长为1013.830公里。开通后，列车通过南京铁路轮渡来往对岸的下关站和沪宁铁路，直到南京长江大桥的落成。作为全中国最重要的铁路干线之一，津浦铁路承担了艰巨的运输任务，也见证了各方势力的角逐和时代的兴衰。铁路沿线城市布列，工矿企业集中，矿产资源丰富，工农业发展迅速，旅游资源得天独厚，使铁路的运输非常繁忙。
自2007年1月1日起，津浦铁路天津西至林场段和原先的京山线北京至南仓段、沪宁铁路合并为京沪铁路。

## 线路简介
津浦铁路北段自京奉铁路天津总站以南两路接轨处起，至山东韩庄，长626公里；南段自韩庄至浦口，长383公里。两段分别于1908年7月和1909年1月开工，1911年完成铺轨。初期设站85个，后增加至122座，铁轨为43公斤/米，大部分产自汉阳铁厂。至1985年底，全线正线全长为1,008.500公里。
铁路沿线河流有马颊河、徒骇河、黄河、大汶河、泗河、京杭大运河等。其中，黄河下游，尤其济南附近区段的黄河为“地上悬河”。在1968年南京长江大桥建成前，列车都是通过浦口站和下關站之间的铁路轮渡来往长江两岸的。

## 建造过程

### 筹建
1851年和1864年，清朝直隶总督、陕甘总督为了镇压太平天国运动和为清政府运输粮草的需要，以及英国为满足其军务运输需求，均曾提出修建天津-镇江的铁路，但未被清政府接受。1897年，江苏候补道容闳向总理各国事务衙门再次请求集股修建此线，却由于卢汉铁路督办盛宣怀的阻挠、湖广总督张之洞与直隶总督王文韶等奏本反对，加上德国抗议新线路经过胶州湾德租界，计划搁浅。
1898年，清政府同意容闳的津镇线路计划，却引发英国、德国和俄国等的强势干涉。其中，英国强行索取包括津镇铁路在内的五条铁路路权，德国反对英国的介入。是年8月，英、德两国背着清政府在伦敦会商，决定共同承筑津镇路，并由双方联合经营一切行车事宜。清政府只得委派许景澄、张翼为该路督办、帮办大臣，与英汇丰、德华两银行于光绪二十五年四月九日签订《津镇铁路借款草合同》35条。1899年5月18日，中国与英德签订《津镇铁路借款草合同》，借款740万英镑，年息5厘，期限50年，借款还清后所有权归还中国。由于义和团运动爆发，筑路之事被搁置。
1905年起，受到粤汉铁路收回利权运动的影响，直、鲁、苏三省绅商要求废除《津镇草合同》并交由当地自办。1907年12月10日，清政府派出外务部左侍郎梁敦彦重新谈判，按照“让利争权”的方针，与德华银行和英法合资的华中公司签订正式合同。英德迫于形势，同意归还铁路的修筑权、运营权和管理权。1908年1月13日，中国与英德两国公司签订《天津浦口铁路借款合同》，借款500万英镑，期限30年，年息5厘，以河北、山东、江苏3省税收作担保；后因资金不足，又续借款420万英镑，总计借款920万英镑；条款中约定了“借款与办路分为两事”，使中国得以保留几乎全部的管理权。后来吕海寰被任命为督办大臣后在北京设立总公所统筹建设事宜。

### 勘测与设计
铁路的计划由李鸿章、刘铭传、曾继泽、袁世凯、容闳等多位清廷大员提议多年，线路端点不断变化：京清、京镇、津镇等等，最后在1908年改为南京浦口，随后也定名为天津-浦口铁路。据1899年5月签订的草合同，铁路南北两段勘测分别由英国和德国的总工程司负责，而两方已于1908年之前派人将南、北两段勘测完毕。1908年，北段工程总局派人复勘，按原测图纸、由天津向南开展，并将北段由北向南依次划为十大段。

#### 津镇与津浦
最初，这条南北铁路计划的走向为：铁路在徐州转向东南，沿京杭大运河西岸南下，依次经过宿迁、淮安和扬州，最后渡过长江，并在镇江连接上海到镇江的铁路。扬州城内的绅商担心铁路的通车会使水运的需求降低，便上书清廷表示抵制津镇铁路计划，于是此方案被搁置。1908年，沪宁铁路通车；为使未来的南北铁路能与沪宁铁路相连，同时也为了更好利用沪宁铁路镇江-南京的区间，铁路最后改为自徐州转向西南、纵贯安徽，经过其境内的宿县和蚌埠，并在蚌埠跨过淮河，最后止于南京浦口，并成为天津-浦口铁路。因此，安徽受到了铁路的“青睐”，而苏北由于水运相对发达和当地的反对，错过了这个“机遇”。

#### 绕道曲阜縣城

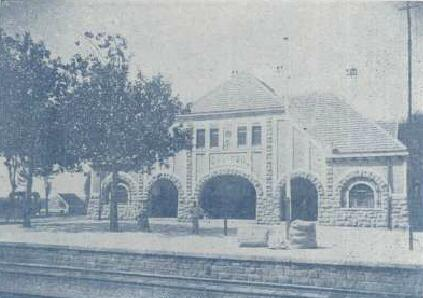
1934年的津浦铁路曲阜车站

津浦铁路最初的设定线路走向并不经过兖州，而是由南驿经曲阜的王庄过泗河直下邹县、滕县。而铁路在实际修建时，却以保护曲阜当地的孔庙为由在曲阜的歇马亭以南转向西南方向去了兖州，从兖州以南再转向东南，形成一个大弯道。
德国原先提出的经过曲阜的修建方案距离孔子墓地孔林仅50丈，即不足200米，令一些保守人士不满，认为其破坏风水；又因曲阜境内的矿产资源丰富，这样的方案被一些人士认为是英德会在线路完成后借机利用铁路开采并运输当地的矿产。随后曲阜衍圣公孔令贻在反对该方案人士的鼓动下，以保护“孔林圣脉”为由出面上书交涉。经他一出面交涉，山东巡抚上书津浦铁路督办，要求改动原计划以避开圣林。同时当地乡绅也联名上书，要求改道，以维护路权和矿权。他们认为，“曲阜环山多矿，久为德国人注意。由济（宁）赴邹，一往平原，近路无矿”，要求铁路必须往西改道。
迫于多方压力，津浦铁路北段多位负责人亲抵曲阜查勘路线，并与孔令贻商定路线向西移动五里。在即将动工时，滋阳县知事又上书请求绕行至兖州东部，以促进当地的祭祀活动，铁路建设方遂将线路西移至现在的位置，并勘定兖州府站址，购地建站，同时答应修建兖州至济宁支线。至此，津浦铁路改道风波平息。1910年（宣统二年），孔令贻因该事件上处理有功而入京觐见新帝溥仪感恩，被赏穿“带嗉貂褂”。
雖然成功讓火車繞道曲阜縣城，但保守人士及孔令貽的作法，同樣遭致他人批評。山東省立第二師範學校校長宋還吾就曾言：“前津浦鐵路開修時，原議以曲阜城為車站，衍聖公府迷信風水，力加反對，遂改道離城十八里外之姚村，致使商賈、行旅均感不便。馴至曲阜縣城內社會，仍保持中古狀態，未能開化。”認為鐵路未修，交通不便致使曲阜處於半開化之境，不能吸收近代之文明，從而固守舊的封建傳統冥頑不化。後來的歷史也證明孔府竭盡全力所護衛的聖脈並未為之帶來福兆，而是無可阻擋的衰落。

#### 连接济宁
济宁市（市区）位于兖州的西南方向。为促进当地的发展，济宁的工商界代表曾多次争取津浦铁路取道济宁，却未获得郵傳部的批准；其中，济宁各界绅商在10月7日在山东咨议局召开特别会议以推举代表进京，潘復还著文《争路小记》以争取，但还是无果而终。后来济宁与津浦铁路主线由1912年通车的兖济支线（后延长为新兖铁路）相连。

### 建设与通车

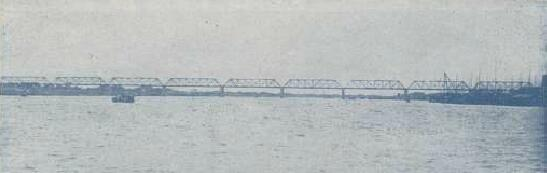
1934年的津浦铁路淮河大桥

全路分南北两段，其中天津-山东韩庄段由德国修建，韩庄至浦口由英国修建。各自成立了管理机构，1908年7月和1909年1月分别在天津和浦口举行开工典礼。南北两段分别组织施工，雇用沿线农民筑路。路基土石方工程采用包工制。各承包商一旦中标，又转包分包。北段中，泺口黄河大桥工程是最大的挑战，大桥的选址由詹天佑等人确定；南段建设以蚌埠淮河大桥工程较大。江苏区间由于气候湿润和水害影响，施工进度较慢。1911年9月线路分段通车。1912年11月黄河大桥完工，津浦铁路全线贯通。同年，浦镇-浦口间3.6公里的双线建成。北段工程于1908年6月30日开工。至1911年10月，铺轨至韩庄运河桥南岸。同年11月，北段工程向南也铺至此并与之接轨。1912年11月黄河大桥建成即开始全线通车。
全线共建干线1,105公里，建钢梁桥387座、圬工桥1,290座，总合计用款9,900余万元，每公里造价9万元。全线共设有81个车站，后增至122个，以天津、济南、徐州、蚌埠、浦口为大站；并在天津、济南、浦镇三处建有机车车辆修理工厂。北段的黄河大桥、南段的淮河大桥为当时国内屈指可数的著名桥梁。
| 津浦铁路 通车初期数据 | 津浦铁路 通车初期数据                                                           |
| 概覽 | 概覽                                                                            |
| --- | ------------------------------------------------------------------------------- |
| 營運地區 | 清朝 华东地区                                                                   |
| 起訖 | 天津北站、浦口站                                                                |
| 主要車站 | 天津站、济南站、徐州站、蚌埠站、浦口站                                          |
| 车站数量 | 81→122                                                                          |
| 技術數據 |                                                                                 |
| 軌道數 | 1                                                                               |
| 軌道標準 | 1435毫米（标准轨）                                                              |
| 动力方式 | 蒸汽机车                                                                        |
| 到发线 有效长度 | 北段420-520米 南段457米                                                         |
| 閉塞方式 | 电气路签闭塞                                                                    |
| 最小曲线半径 | 南段609.6米 北段600米                                                           |
| 限制坡度 | 6.67‰                                                                           |
| 桥梁设计 载重等级 | 2-8-0或2-6-2 (最大轴重16吨) 双机联挂                                            |
| 路堤宽度 | 南段6.144米 北段6.00米                                                          |
| 钢轨质量 | 北段：甲型41公斤/米、乙型33.4公斤/米，国产汉阳轨36.7公斤/米 南段：42.1公斤/米； |
| 线路高度 | 最大挖深：约8米（曹村至夹沟站间） 最高路堤：约15米（党家庄至界首站间）          |
| 使用道岔 | 北段：9号道岔 南段：干线10号道岔 其他线路8号道岔 道岔与信号机联锁               |
| 钢梁 | 北段古柏氏E-22级 南段古柏氏E-35级                                               |
| 运营信息 |                                                                                 |
| 车辆数量 | 机车72台（多为德制） 客车214辆 货车997辆                                        |
| 其他信息：路基未打夯，采用预留沉落量办法。 枕木每节钢轨下铺设14根，多购自美、日，未防腐。 臂板信号使用联锁箱联锁。 通信设备为4条高架铁线，用木杆支撑。 |                                                                                 |

## 建成后至第二次国共内战时期

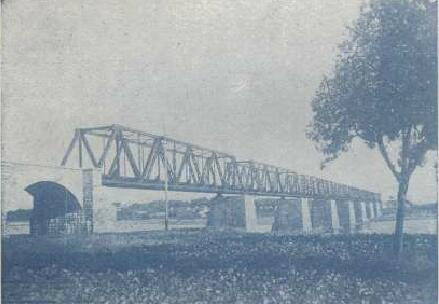
1934年的津浦铁路大汶河桥

建成运营后，初期情况尚好，收入亦能维持。后由于军阀割据，连年混战，线路时通时阻。
津浦铁路投入运营后，至抗日战争爆发前的二十几年间，在德州至黄河涯站间，以及北沙河、大汶河、泗河等地段，曾先后发生过不同程度的水害，但最终都修复通车。
抗日战争时期，在北平和天津沦陷后，大批难民沿着津浦铁路和平汉铁路南下。《吴宓日记》中记载了他在逃难过程中，曾搭乘火车从济南到徐州，而有些逃往南京、上海的难民则会继续搭乘火车南下。后来上海、南京接连沦陷后，难民又通过津浦铁路逃亡苏北地区，自1937年8月13日至9月30日，“……转道津浦路由浦口渡江至江北……等县者为45,360人，男妇老弱并计299,326人。”北迁的势头一直到10月仍有增无减。1937年，津浦铁路被日军侵占，蚌埠以北归华北交通管辖，以南归华中铁道管辖。台儿庄大战后，根据津浦铁路管理局的指示，徐州机务段段长程贵组织了两批迁移；过程中，机械设备、材料等装在棚车上，291名铁路员工及家属乘坐宿营车，随机车经陇海线由郑州南下。在南下途中，撤退的机车担当了军事运输和遣送难民任务。在黔桂铁路南丹段，迁移的队伍遭到日军追至围杀，36人牺牲。1947年5月，津浦铁路局在徐州云龙山北麓建津浦铁路抗战殉难员工纪念碑，列录殉难员工186人姓名。1939年4月1日全线勉强通车，同年8月1日全线直通。虽然日军控制了全线，但是中国军队依然多次对津浦铁路进行正面进攻和游击战，以阻止日军的行动。
日本投降后，国民政府交通部设立了津浦区铁路管理局来管辖津浦铁路。随后，第二次国共内战爆发，津浦铁路再次成为两军争夺的焦点，线路设施也多次损毁。徐州被解放军控制后，1948年12月9日，津浦、陇海铁路临时抢修管理委员会成立，铁道兵、铁路工人和沿线农民4万人日夜抢修津浦线。12月22日，徐州至济南段临时修复通车，1949年3月28日，徐州至蚌埠段临时修复通车。随着津浦铁路沿线地区的陆续被解放军控制，1949年7月津浦铁路全线通车，为解放军在渡江战役中提供了有力的支援。

### 沿线冲突和破坏
津浦铁路建成时，中国正处于最动荡的年代；作为当时中国少有的铁路干线，津浦铁路一直是各方势力争夺的焦点。自建成以来，津浦铁路就经历了辛亥革命、军阀混战、中国抗日战争和国共内战，以及其他小规模的冲突。在历次冲突中，津浦铁路的轨道、桥梁和车站都遭到不同程度的损毁。

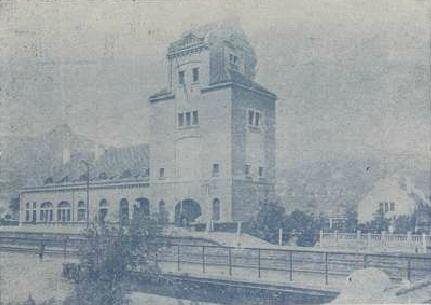
1934年的津浦铁路泰安车站

在铁路尚未全线通车时，辛亥革命便爆发；辫子军在南京失利，撤退至徐州。撤退时，張勳从浦口车站劫走了20列客车和80列货车，还拆毁了徐州至兖州的区间；后为赎回自己的三姨太，又将车皮送给了徐绍桢在南京的部队作为“赎金”。北洋政府成立后，张勋向袁世凯妥协，“辫子军”改称“武卫前军”，依然驻扎在津浦铁路沿线。二次革命前，张勋得到袁世凯密电，扣留了在徐州的客货车厢，并拆毁了泰安和兖州之间的铁路，以准备应对南方“讨袁军”的进攻。1923年，土匪孙美瑶在临城县劫持了一辆列车，并引发严重的涉外事件。1924年，第二次直奉戰爭爆发，张宗昌为控制南京城，在到达浦口区江岸后，他下令将木船捆绑在一起，并铺设铁轨连接对岸的下关车站，成为了“最早”的南京铁路轮渡。1928年，張宗昌在北伐战争中失利，并在撤退时炸断了泺口黄河大桥。
1938年3月至4月期间，國民革命軍和日军在台儿庄展开了大规模的战役，其中中国军队的首要任务就是阻止日军占领徐州市和进一步控制陇海和津浦两线的企图。为阻止日军进犯，淮河铁路老桥在1938年2月2日被国军第67师炸断，泺口大桥也被韓復榘在5月再次毁坏。而在敌后战场上，山东的抗日武装曾多次破坏线路、桥梁等设施，以阻止日军的行动，例如活跃在薛枣支线的八路军部队就多次进攻沿线的日军；他们的事迹后来被改编为著名小说《铁道游击队》和同名电影。战后，津浦铁路公司还建立了一座纪念碑来纪念抗战期间殉国的铁路员工。
抗日战争胜利后，为阻止国军进攻解放区，自1946年1月至1947年9月，沿途解放军和民众也频繁拆毁津浦铁路的轨道和桥梁。在国共重庆谈判期间，国民政府主席蔣中正一边谈判，一边迅速调动兵力沿平汉、津浦铁路北上，并向解放区发动进攻。闻讯，代管中共中央工作的刘少奇指示到：“目前华北、华中解放区作战的重心应放在铁路线上。”随后，各解放区的军民在几天时间内就拆毁了铁路，致使南北交通大动脉被切断，也大大延缓了国民党军队北进的步伐。1945年10月-1946年1月期间，国共两军在津浦铁路山东段交火多次，最后击退了北上的国民党军，并控制了津浦铁路、胶济铁路和陇海铁路在山东的区间，同时将华中与山东两个解放区连成一片，构成了对上海和南京的直接威胁。
1948年11月至1949年1月，解放军又在江苏省以及苏皖、鲁苏交界处对国民党军发起了战略性进攻，并取得战略性胜利和大部分长江以北的区域。国军撤离时，破坏了沿线的设备，并抢走了一批机车和车辆。随后，在当地政府、群众的大力支持下，华东区铁路管理总局铁路职工在三个月内修复了大部分区间。

## 中华人民共和国时期
1950-1957年间，铁路沿线设施皆进行了翻新和优化，线路状态逐年好转，行车时速在原来40-50公里/小时基础上，提高至55-65公里，到1962年又提高75-85公里/小时。
长江大桥在施工时，位于下关一侧、南京西站以南的南京站也在同步建设。1968年10月1日，南京长江大桥通车，南京新客站也投入使用，津浦铁路与沪宁铁路成功接轨，而南京西站和南京北站客货运量则大幅减少。

### 技术改造
由于津浦铁路重要的地位，和沿线不断增长的运输需要，自1949年以来，铁道部、铁路局和地方铁路部门曾对津浦铁路的设施进行了一系列改造，包括更换轨道和枕木、建设双线和电气化改造等，使津浦铁路的运输能力不断提升。

### 济南新线
津浦铁路在济南市内的走向、泺口特大桥单线的设计和老济南站有限的运营能力限制了铁路和济南铁路地区的运力。为解决此问题，1959年12月，铁道部提出废弃泺口特大桥、新建曹家圈大桥的计划，使津浦线调直并为双线工程做准备；1972年7月，铁三院在旧设计的基础上，重新编制了总布置图。具体的改建方案包括新铺晏城至党家庄站间正线、新建十二里阁、桥南、济南西、水屯、董家庄、东沙王庄、北园等车站，改建晏城、党家庄、白马山等车站。
1975年5月27日，铁道部作出《关于加快津浦、沪宁双线建设的决定》；6月，成立“铁道部济南铁路地区工程指挥部”，统一管理该区域投资、设计、施工事宜；10月，改建工程正式开工。山东省和济南市政府组织山东各县约3万余民工参加施工。1976年晏党上行线完成；1977年晏党间、水白间和党白间双线完成；1979年完成晏城、党家庄、白马山三个车站旧站场的改造工程。1983年7月1日，完成济南西至北园联络线工程
。改造完成后，桥南-北园区间与既有的北园-济南-党家庄区间被命名为济南铁路，而济南-泺口大桥-晏城区间则在2000年成为了邯济铁路正线的一部分。
新线的建设提高了津浦铁路的运输效率，也缓解了老济南站和济南市内的铁路运输压力，同时也减少了列车对市区的影响。

### 合并为京沪铁路
2006年12月31日起，原京山线北京-南仓段、原京山-津浦上下行联络线、原津浦线（不含济南铁路和林场-南京北区间）、桥党联络线及原沪宁线合并为京沪线，正式起用“京沪线”的线路名称并开始统一编排里程，林场至南京北段则称林浦线，而这一名称在津浦线正式拆分前即已使用。

## 与其他干线的连接

### 连接膠濟鐵路

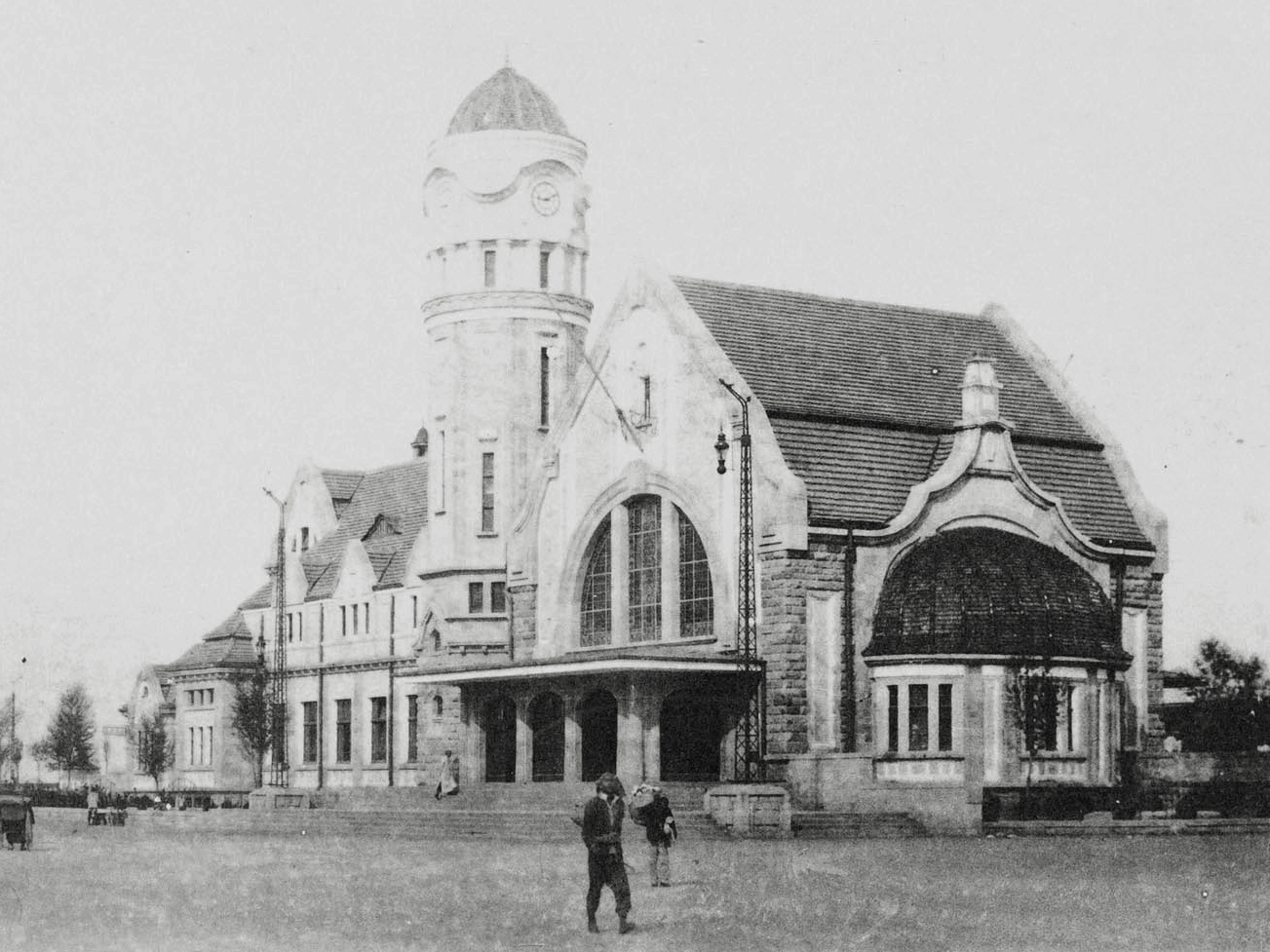
津浦铁路济南车站
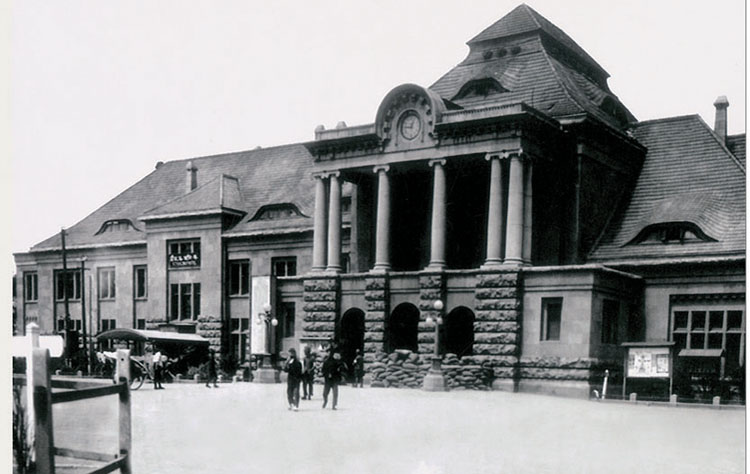
胶济铁路济南车站

盛宣怀最初阻止津浦铁路的理由是，若津浦铁路与胶济铁路接轨，“德之陆军长驱而北，自胶一日可达永定门，是为虎傅翼，关系京畿安危”。

在修建膠濟鐵路时，山东铁路公司起初计划将济南东站作为连接胶济和津浦两线的中央車站，但由于技术和土壤条件的限制，津浦铁路的列车难以进入东站，便改以济南西站作为中央车站。然而，中国方面为有效控制津浦铁路路权，避免德国的干涉，最后决定在济南西站的北侧300米外另外建站。1911年4月9日，两条铁路达成了铁路设施协议，于是两车站之间的列车、乘客和货物可以通过两股联络线、天桥和地下通道相互往来；5月13日，《互通货车章程》达成，“津浦铁路黄河以南业经售票通车之站，准胶济货车往返运货；胶济铁路各占亦准津浦货车往返运货，以便互换利益”，自此两条铁路之间不再需要转装货物。《章程》达成当年，从胶济铁路过轨至津浦铁路的车辆为5026辆，从津浦铁路过轨到胶济铁路492辆。12月，津浦铁路济南站建成，1912年胶济铁路济南西站也开始改造。1912年黄河大桥投入使用后，《互通货车章程》扩展到津浦铁路的所有车站；当年列车从胶济铁路过轨到津浦铁路3959辆（由于津浦铁路接近竣工，材料的需求减少），津浦铁路过轨至胶济铁路1895辆。12月22日，两线路正式签订《胶济津浦两路货物及乘客转运章程》，增加了零担货物、直通车票及行李票发售等内容。
两线的连通，提高了运输效率，也扩大了两线的辐射范围，将河北、山东、江苏、安徽等省都纳入进这个运输通道里。
日军在第二次占领济南后，为便于管理，关闭了胶济铁路济南站的站场和附带的联络线，并在1940年4月完成将胶济铁路改道至津浦铁路391公里+070米处接入津浦铁路济南站的改造。

### 连接京山铁路

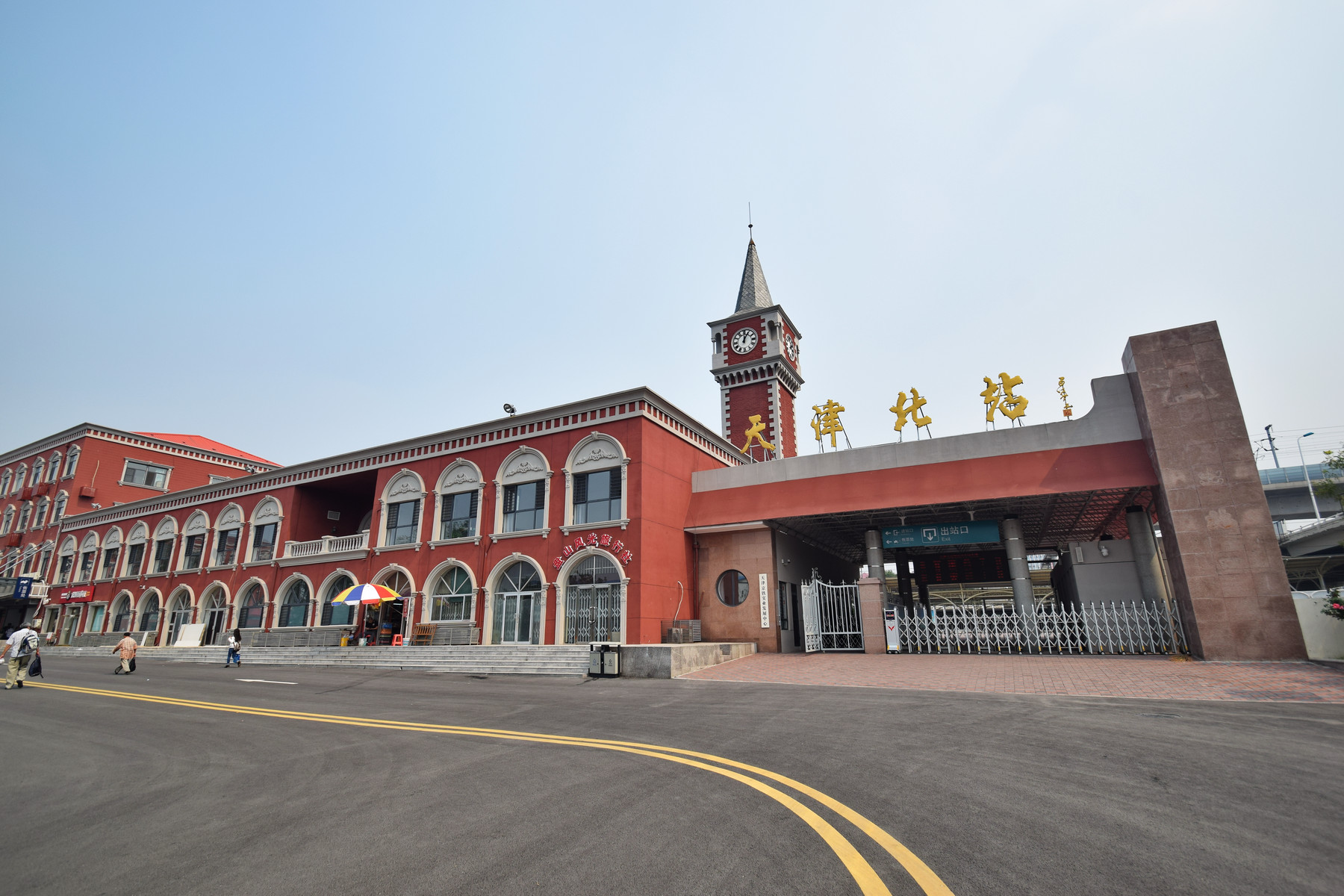
修整后的天津北站

津浦铁路与京山铁路在1910年接轨，而两线交汇处的新站则早在7年前就完工。很长一段时间，来往北京和津浦铁路沿线的列车（例如来往北京-南京的列车）都需要在进入天津北站后，更换另一方向的机车来继续余下的旅程。为了提高运输效率，天津铁路分局增建了南曹联络线和津浦-京山上下行联络线（南仓站-天津西站之间），后者在2007年，与原京山铁路京津段和原津浦铁路一道，成为了京沪铁路正线的区间，而京山铁路余下的区间则更名为津山铁路。

### 连接沪宁铁路
津浦铁路在规划时终到镇江，为缩短工期，才缩短至长江畔的浦口站，与沪宁铁路下关站隔江相望。受制于当时的技术和经济条件，两条线路间的乘客和货物只能通过渡船来往江两岸。1933年起，南京铁路轮渡通航，两线通过火车轮渡连接，极大地提高了（尤其是货运）通行的效率和运量，“京沪线”直达客车也开始运营。1968年，长江大桥开通，津浦铁路与沪宁铁路接轨，南京站成为新的枢纽车站，通行能力进一步提高。2006年，铁道部将两线合并为京沪铁路。

### 连接石德铁路
1985年7月，长庄站与石德线八里庄站间的长八联络线竣工投产，两线间直通列车可以由长八联络线绕开德州站，直接前往石德铁路，缓解了德州站和津浦铁路的运营压力。

## 支线及联络线
津浦铁路有着非常多的支线。至1985年底，山东省境内就有石德、胶济、辛泰、兖石、新兖5条干线与之相接，并与泰肥、磁莱、薛枣等支线相连。

### 河北及天津
- 南曹联络线：南仓站-曹庄站联络线又名天津铁路枢纽西北环线。为减少天津枢纽内折角车流，缓和天津西站至天津北站间的通过能力紧张状况，1987年5月至11月间铁道部第三勘测设计院先后提出该联络线的设计。主要技术标准；线路等级I级、单线；铺设50公斤／米钢轨；限制坡度4‰；最小曲线半径800米(困难地段400米)；到发线有效长1050米；闭塞方式为继电半自动闭塞；内燃机车牵引。牵引定数4000吨。[2]由北京铁路局北京工程处、太原工程处，及铁道部第十六工程局、第十八工程局施工。1987年8月27日开工，主要工程为；新建区间正线18.7公里；新建王秦庄会让站和柳青线路所；扩建北仓站和曹庄站。1988年9月29日开通。线路自南仓站起，经过王秦庄，止于曹庄站。大部分货车会经行此联络线，以绕开繁忙的天津北站和天津西站，也可以节约在天津北站停车更换机车、调转方向的时间，既能疏解津浦、京山两条铁路的货流，也能缓解天津北站和天津西站紧张的通过能力[誌⁠ 11]。联络线建成后的通过能力为32对，最高可达40对列车，年输送能力为2700万吨[誌⁠ 11]。

- 陈塘庄支线：陈塘庄支线起自天津西站，经西营门、李七庄至陈塘庄站，全长24.365公里，1959年5月28日交付运营。陈塘庄支线与李港地方铁路构成天津枢纽东南环线的一部分。该支线为天津市陈塘庄工业区各工厂运输物资及产品提供了方便[誌⁠ 11]。

### 山东
- 晏党线：晏城站-党家庄站联络线全长32.15公里[參⁠ 23]，是济南铁路地区的配套工程之一，由北向南依次为晏城站、十二里阁站、曹家圈大桥、桥南站、济西（编组）站、水屯站和党家庄站[誌⁠ 2]，后桥南-济西-党家庄区间被称为桥南-党家庄联络线。[誌⁠ 12][誌⁠ 2]相比起原来的老线（晏城-桑梓店-泺口大桥-党家庄），新建的这段线路“裁弯取直”，运营里程缩短了约15公里[註⁠ 5][誌⁠ 13]。此线路的修建，使津浦铁路济南段成功建成复线[誌⁠ 9]，也提高了济南铁路地区的运营能力——列车（尤其是货车）可以绕开济南站和济南市区，以减轻济南站的运营压力和对市区的影响；另外，济南西编组站的建成也缓解了济南站的编组、运营压力[誌⁠ 2]。此线在2007年成为了京沪铁路的正线区间。

- 薛枣支线：又称临枣支线（薛城原名临城），连接津浦铁路上位于山东省枣庄市薛城区的枣庄西站，和市中区的枣庄东站，正线全长31.121公里。1912年1月完工。此支线方便了中兴煤矿公司煤炭的运输。截至1985年底，线路为Ⅱ级干线标准，最高速度每小时70公里。[參⁠ 24]随着枣庄到临沂的铁路建成，薛枣支线被延长及电气化，成为枣临铁路的组成部分。
- 磁莱支线：磁窑-莱芜支线从宁阳县磁窑镇通往莱芜市，分为磁东段（磁窑-东都）和东莱段（东都-莱芜东）两段。正线全长119.0公里，为单线货运铁路，其中磁窑至东都为国铁Ⅲ级，东都至莱芜东为国铁Ⅱ级。经过1984年的改造后，列车通过速度由每小时40公里提高到60-70公里。电气化工程也于2010年启动。沿线的新汶和莱芜煤矿、莱芜铁矿储量均较丰富。磁莱支线在莱芜东站与辛泰铁路相接，构成了津浦与胶济两铁路干线间的又一联络线。[參⁠ 25]

- 泰肥支线：泰安-肥城支线为单线铁路，位于泰安市西部和肥城县北部，由津浦铁路泰安站西北端出岔西行，到肥城煤矿区的湖屯站止，全长49.458公里，为国铁I级。泰安-穆庄段于1965年1月1日起投入运营，而穆庄-湖屯段则于1968年7月25日交济南局运营。[參⁠ 26]线路主要负责肥城的煤炭运输，还担负一些企业的物资到发和旅客运输任务。
- 兖济支线：1911年10月开工，1912年6月竣工，同年11月通车，全长32.180公里。支线于1944年4-6月被拆除，后又在1958年10月1日修复。此支线的修建使济宁能连入津浦铁路主线。现时该支线是新兖铁路的一部分。

- 泺黄支线：泺口-黄台桥支线西起黄河南岸的泺口，东至小清河畔的黄台桥，长7.8公里[誌⁠ 7]。在1906年11月，长6公里的小清河-泺口运盐轻便铁路建成，以方便黄河沿岸的盐场运出食盐[誌⁠ 7]。在1913年1月至10月，为了“体恤华商”，也为了便利胶济铁路上的货运业务，津浦铁路局进行了改轨工程，使泺黄支线能与胶济铁路的黄台桥支线接轨[誌⁠ 7]。6月30日，津浦铁路局和山东铁路公司达成了《过车条件》[论⁠ 2]；此后，胶济铁路上的列车都能使用自己的机车来往济南东站和泺口码头，实现了胶济铁路和黄河沿岸的连接。泺黄支线建成后，以运盐为主，次之为英国亚细亚和美国美孚公司的石油和其他货物。[论⁠ 2]1938年，日军拆除了跨过小清河的桥梁，只保留了泺口站至泺口码头一段区间，改为专用线[誌⁠ 7]。

### 安徽
- 水蚌铁路：从蚌埠市前往长丰县，由日本侵略军于1944年6月建成。施工中，淮南铁路水家湖至裕溪口段轨道被拆除以支援此线的建设。建成后，淮南市的煤炭资源得以通过作为干线的本线加速运出。日军在撤退时，在1945年8月将线路设施几乎全部毁坏。日本投降后，为继续开发煤炭资源，淮南铁路局在1946年6月将水蚌铁路修复通车。[誌⁠ 4]
- 蚌埠货运外绕线
- 符夹铁路：从宿州市到江苏省徐州市，于1966年7月1日建成通车。此支线对开发淮北闸河煤田、确保晋皖两地煤炭外运、分流列车起到重要作用。[誌⁠ 4]

### 江苏
- 前贾支线：前亭-贾汪支线为单线铁路，位于江苏省徐州市贾汪区，起自前亭站，至贾汪站，全长16.409公里，为国铁Ⅲ级支线。线路主要负责运输贾汪的煤矿，也承担一些客运业务。[誌⁠ 14]
- 徐州货运外绕线

- 浦梅支线：浦镇站-梅桂营站支线为Ⅱ级支线，长度为9公里，由南京化学工业公司、南京钢铁厂、南京热电厂3家共用。为提高支线的运输效率，从1960年12月1日起，此专用线由南京铁路分局统一领导、统一管理，并改为支线。铁路部门在该支线8.5公里处设立梅桂营车站，为3家特大型企业办理货物运输业务。[誌⁠ 14]

## 站场设施
津浦铁路全线初建站85个，山东省内31个；区间距离一般在10公里以上，一般中间站除正线外，设到发线和货物线各1股，旅客站台2座。韩庄以北站舍多按德式设计。1938-1949年，一般车站站线增至2～3股，到发线有效长由450米延长至520米以上。修建津浦双线时，部分站撤销或改为线路所、乘降所。

## 配套设施

### 桥梁
津浦铁路有非常多的桥梁，单在鹊山-界首区间就有229座大大小小的桥梁，浦口至临淮关间也有桥梁80座。

#### 主要桥梁

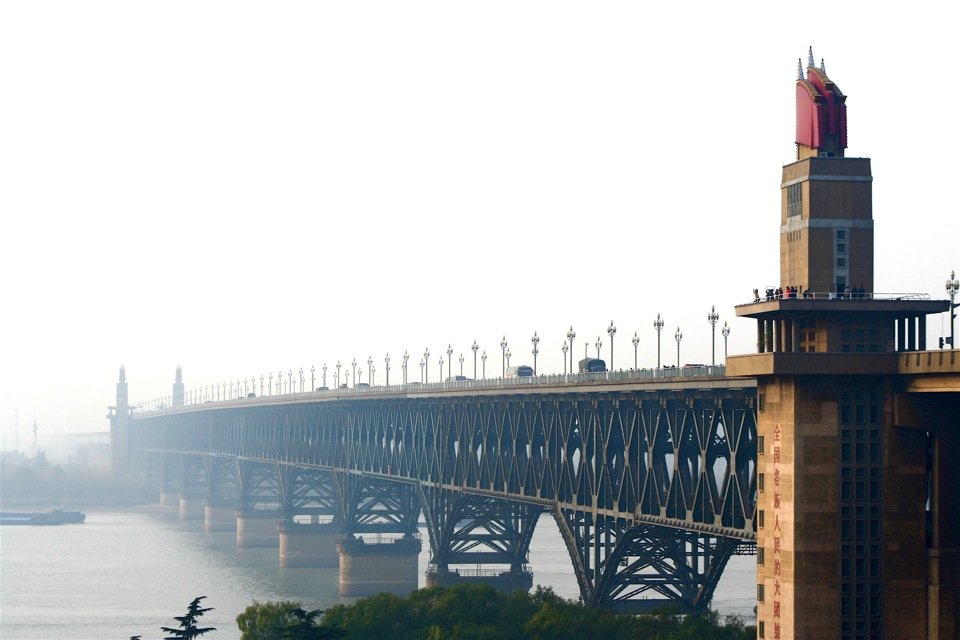
南京长江大桥

- 南京长江大桥位于江苏省南京市，于1960年1月18日全面动工，于1968年9月9日建成，10月1日作为国庆节献礼通车，是第一座从设计到建造完全由中国人完成的长江大桥，也是长江南北交通的要道。大桥通车后，列车过江能力大为提高，1992年全年列车通过量达到4.58万列，243.18万辆，为大桥通车前南京铁路轮渡全年渡运车辆的2.7倍[誌⁠ 3]。1999年通过列车4.5万列、243.4万辆，平均每日通过约60对。[誌⁠ 6]

- 济南泺口黄河铁路大桥位于山东省济南市，是津浦铁路跨越黄河的特大桥梁，全长1255.2米，由德国钢桥制造厂设计和施工，1912年11月29日竣工验收。泺口大桥建成后，曾多次在战争中损毁[誌⁠ 7]。虽然泺口大桥有及时被修复，但是屡次的破坏还是给大桥留下了安全隐患，导致大桥只能承载单线铁路，而不能改造为双线，甚至还面临被拆除的困境[參⁠ 27]。在多位桥梁专家的呼吁下，大桥得以保留，并在接受改造后于2000年成为了邯济铁路正线的一部分[誌⁠ 15]。2013年，大桥被列入第七批全国重点文物保护单位[參⁠ 28]。

- 曹家圈黄河铁路大桥也位于济南市，是津浦铁路跨越黄河的另一座特大桥，位于泺口大桥上游20公里处的曹家圈村、晏党线9公里处，长5698.3米，为双线桥。[誌⁠ 7]在规划津浦铁路和济南铁路地区的改造工程时，由于泺口大桥不适宜改造，中铁大桥局新规划了此大桥以提高本线和济南铁路地区的运输能力。大桥1960年5月2日开工，1962年1月停工。1972年4月16日主体工程再次开工，1976年6月30日竣工，1981年7月1日正式分流列车。此桥使本线成功完成双线改造，也使济南铁路地区内的列车得到分流。目前此桥是京沪铁路正线的一部分。
- 蚌埠淮河铁路老桥位于安徽省蚌埠市、津浦线上行线832公里＋415 米处。大桥于1909年12月开工，1911年5月15日建成，全长586.28米[誌⁠ 4]。
- 蚌埠淮河铁路新桥位于老桥下游5.5公里处，津浦铁路里程为新832 公里＋425 米，全长1179.6 米，为双线桥。新铁桥由大桥局设计和施工，于1970年1月开工，1975年8月15日正式验交通车[誌⁠ 4]。

### 南京铁路轮渡
南京铁路轮渡位于南京市，轮渡来往于长江两岸的浦口区和下关区的轮渡站之间。此铁路轮渡于1933年10月正式通航，1973年5月停航、转为战备用途。在南京长江大桥开通前，本线与沪宁铁路由此轮渡连接，跨线列车也由此渡江，以继续行程。

### 铁路修理厂
- 济南机器厂：位于济南市槐荫区，又名为大槐树机厂，1913年投入生产。该工厂曾是中国重要的劳工运动“根据地”之一。50年代后，济南机厂成为了重要的蒸汽機車修理厂，进入90年代后又转型为货车制造厂。[參⁠ 29]

- 浦镇机厂：位于南京市浦口区[誌⁠ 16]，隶属津浦铁路局南段管理局，于1908年建成投产。工厂最初由英国人承建、管理，国民政府定都南京后改由鐵道部管理。和济南机厂一样，浦镇机厂也曾是工人运动的据点。自70年代起，浦镇机厂成为了中国重要的客车制造厂[誌⁠ 16]。
- 天津列车厂：位于天津市河北区，于1909年建成投产[參⁠ 30]，是津浦铁路局管辖的最大的车辆厂，所以又名津浦大厂。进入50年代后，工厂主要负责铁路车辆关键配件的制造[參⁠ 30]。

### 津浦铁路宾馆
经一路津浦铁道公司旧址位于济南市市中区的经一路，曾是津浦铁路北段的管理总局；在铁路建成后，此大楼成为了津浦铁路宾馆。在建成后的十余年里，这座大楼曾先后有孫中山、泰戈尔和蔣中正等人下榻。

## 运营
从整体运输量来看，津浦铁路的货运比客运发达。
北段的货运受海运和河运竞争，较为清淡；而南段因为深入内地，货源充足，有大量的大宗货物来往。铁路上主要运输江苏和山东境内的煤矿和铁矿，以及安徽北部的农产品。
本线的客运自开通以来就一直繁忙。运行于本线的客车主要有著名的13/14次和21/22次京沪列车。同时，津浦铁路还和京奉、胶济、沪宁、沪杭等线路联运，有力地加强了东北、华北、华东等地区的联系和交往。

## 影响
津浦铁路可谓是中外、朝野各方势力的“修罗场”。筹建和建设过程中，就存在着清政府和英国、德国方面的博弈，北京的中央政府和沿线四省的协商，还有当地乡绅和民间力量的影响，他们都影响着工程合同的细则和线路的选址。铁路投入运营时，共和政府刚刚建立，正是军阀割据的时代，围绕这条铁路发生过大大小小的冲突。各方势力的影响和冲突，使津浦铁路的建设和运营变得复杂，沿线地区未能得到充分的发展。
津浦铁路作为全国路网中的主要干线之一，是纵贯南北的大动脉，连接了华北经济中心天津、全国经济中心上海、以及沿线冀鲁苏皖四省广大腹地，担负着青岛、烟台等港口进出口物资和华北、华东地区工农业建设物资的运输、中转任务，也沟通了海河、黄河、淮河、长江流域，结合了传统的陆路、水路运输体系，连接了其它铁路，形成了新的交通系统。该路沿线农副产品、煤炭资源丰富，促进了沿线煤矿的生产、新式工业部门的出现和商业中心的重建。由于铁路提高了运输、生产的效率，沿线地区农业开始市场化，农民开始进城谋生或去关外发展。天津的商业腹地发生了很大改变，济南、徐州、蚌埠等城市逐步发展为新的商业中心。

### 轶闻
在中国菜品中有“四大名鸡”的说法，其中流传时间最久的、名声最大的是德州扒鸡。德州扒鸡如此出名的重要原因就是乘客会在德州市短暂停留，进而接触到这个德州的特产，并通过这条铁路干线传播它的名声。“四大名鸡”中的另一鸡——符离集烧鸡也是因为津浦铁路的经过而扬名的。

### 纪念
津浦铁路作为当时屈指可数的干线铁路，留下了大量重要的近现代文物。下表列举了与本线有关的近现代文物：
| 名称                           | 位置         | 保护程度                                      | 备注 |
| ------------------------------ | ------------ | --------------------------------------------- | ---- |
| 天津西站主楼                   | 天津市红桥区 | 天津市历史风貌建筑 第七批全国重点文物保护单位 |      |
| 津浦路西沽机厂旧址             | 天津市河北区 | 天津市文物保护单位                            |      |
| 天津杨柳青火车站               | 天津市西青区 | 天津市历史风貌建筑                            |      |
| 天津静海火车站                 | 天津市静海区 | 天津市历史风貌建筑                            |      |
| 天津唐官屯火车站               | 天津市静海区 | 天津市历史风貌建筑                            |      |
| 济南泺口黄河铁路大桥           | 山东省济南市 | 第七批全国重点文物保护单位                    |      |
| 周总理视察泺口黄河铁路桥纪念地 | 山东省济南市 | 第一批山东省文物保护单位                      |      |
| 津浦铁路局济南机器厂旧址       | 山东省济南市 | 第四批山东省文物保护单位                      |      |
| 经一路津浦铁道公司旧址         | 山东省济南市 | 第四批山东省文物保护单位                      |      |
| 车站街津浦铁道公司高级职员府邸 | 山东省济南市 | 第四批山东省文物保护单位                      |      |
| 津浦铁路泰安车站旧址           | 山东省泰安市 | 第四批山东省文物保护单位                      |      |
| 津浦铁路抗战殉难员工纪念碑     | 江苏省徐州市 | 徐州市文物保护单位                            |      |
| 蚌埠淮河铁路老桥               | 安徽省蚌埠市 | 第八批全国重点文物保护单位                    |      |
| 淮河大铁桥建桥烈士纪念塔       | 安徽省蚌埠市 | 第一批蚌埠市文物保护单位                      |      |
| 浦镇车辆厂英式建筑             | 江苏省南京市 | 第五批江苏省文物保护单位                      |      |
| 浦镇火车站英式建筑             | 江苏省南京市 | 南京市文物保护单位                            |      |
| 浦口火车站及附属建筑           | 江苏省南京市 | 第七批全国重点文物保护单位                    |      |
| 南京铁路轮渡                   | 江苏省南京市 | 第一批中国工业遗产保护名录                    |      |

### 地方誌
1. 1 2 3 4 5 6 7 8 9 10 11 12 13 14 15 16  山东省地方史志编纂委员会. . . 山东省志·铁路志 (山东人民出版社). 1993-09  [2019-04-18]. ISBN 7-209-01395-4. （原始内容存档于2021-05-17）.
2. 1 2 3 4 5  . . 山东省志·铁路志（1986-2005）. 2008-11  [2019-01-16]. （原始内容存档于2019-01-17）.
3. 1 2 3 4 5 6 7 8 9 10 11 12  . 江苏省志. 江苏省情网.   [2019-01-13]. （原始内容存档于2019-01-13）.
4. 1 2 3 4 5 6 7  . 安徽交通志. 安徽省情网. （原始内容存档于2013-02-21）.
5. ↑  山东省地方史志编纂委员会. . . 山东省志·政权志 (济南: 山东人民出版社). 1995  [2019-02-16]. ISBN 7-209-01861-1. （原始内容存档于2019-02-17）.
6. 1 2 3  . 南京市志. 南京市地方志办公室: 第一章 第一节.   [2018-12-21]. （原始内容存档于2018-05-14）.
7. 1 2 3 4 5 6 7 8 9 10 11  . 济南市情资料库 交通邮电库. 山东省情网.   [2019-01-01]. （原始内容存档于2019-01-01）.
8. 1 2  . .   [2019-04-22]. （原始内容存档于2019-04-23）.
9. 1 2  . 山东铁路志.   [2019-01-16]. （原始内容存档于2019-01-17）.
10. ↑  . 济南市情资料库 交通邮电库.   [2019-02-27]. （原始内容存档于2019-02-27）.
11. 1 2 3 4  . 天津地方志. 2006年8月  [2019-01-12]. （原始内容存档于2019-01-12）.
12. ↑  . 山东铁路志.   [2019-01-16]. （原始内容存档于2019-01-17）.
13. 1 2  . 山东省情资料库 铁路库.   [2019-01-16]. （原始内容存档于2019-01-17）.
14. 1 2  . 江苏地方志·铁路志.   [2019-01-14]. （原始内容存档于2019-01-13）.
15. ↑  . 二轮山东省志 铁路志（1986-2005）.   [2019-02-03]. （原始内容存档于2019-02-07）.
16. 1 2  . 江苏省地方志编纂委员会办公室.   [2010-12-23].
17. ↑   誌:

### 论文
1. 1 2 3 4  丁戎.  (博士论文). 苏州大学. 2013  [2018-12-18]. （原始内容存档于2018-12-16）.
2. 1 2 3 4 5 6 7 8 9 10 11 12 13 14 15 16  王斌.  (PDF). 中国科技史杂志. 2012, 33 (3)  [2018-12-15]. （原始内容存档 (PDF)于2018-12-16）.
3. ↑  何华武. . 铁道工程学报 (中国铁路工程总公司; 中国铁道学会). 1992, (03): 35. ISSN 1006-2106.
4. ↑  马陵合. . 中国经济史研究. 2003, (1): 71-82.
5. ↑  秦熠. . 安徽史学. 2008, (3): 111-115.
6. ↑   论:

### 书籍
1. ↑  齐春风; 郑忠; 严海建. . . 2015-06-01  [2018-12-22]. ISBN 9787512635142. （原始内容存档于2019-01-07） （中文）.
2. 1 2 3 4  刘啸虎. . 叱咤北洋. 2016-10-01  [2019-01-24]. ISBN 9787512641341. （原始内容存档于2021-05-17） （中文）.
3. ↑  杨江华. . . 2014-03-01  [2019-01-04]. ISBN 9787547411605. （原始内容存档于2019-01-07） （中文）.
4. ↑  健鸣. . 作家出版社. 2010-12  [2019-02-17]. ISBN 9787506357258. （原始内容存档于2019-02-17）.
5. ↑   书:

### 其他
1. 1 2 3 4  . news.sina.com.cn. 2011年10月31日04:31  [2018-12-18]. （原始内容存档于2019-01-05）.
2. 1 2  . 人民铁道报. 2006-11-29  [2017-09-17]. （原始内容存档于2017-09-17）.
3. ↑  . 新华网.   [2019-01-25]. （原始内容存档于2016-03-04）.
4. ↑  中国国家博物馆官方网站. . www.chnmuseum.cn.   [2018-12-14] （中文（中国大陆））.[永久]
5. 1 2 3  . 《见证》. 中国中央电视台. 2011年10月07日 01:01  [2019-02-17]. （原始内容存档于2019年3月6日）.
6. ↑  . 山东省情网.   [2022-01-17].
7. 1 2 3  . www.peoplerail.com. 人民铁道网.   [2018-12-18]. （原始内容存档于2019-01-07）.
8. ↑  . 山东频道 - 大众网. 2007-07-01  [2018-12-23]. （原始内容存档于2018-12-24）.
9. ↑  . 曲阜孔子旅游网. 2013-04-29  [2018-12-23]. （原始内容存档于2019-01-07）.
10. ↑  . 历史上的今天. 山东省情网.   [2019-04-09]. （原始内容存档于2020-07-20）.
11. 1 2 3  . 济宁市地方史志研究院.   [2019-04-09].[永久]
12. 1 2 3 4  上海铁路局. . mp.weixin.qq.com. 2015-09-06  [2019-04-14]. （原始内容存档于2019-04-14）.
13. ↑  梗夫. . 人民网 来源：《江南时报》 (2005年09月18日 第十六版). 2005年9月18日  [2011-01-11]. （原始内容存档于2013年1月1日） （简体中文）.
14. ↑  光亭. . 观察者网. 2015-10-10 07:54:55  [2019-04-09]. （原始内容存档于2021-05-17）.
15. ↑  AP. . The Republican Courier (newpaperarchive.com). 1938-02-03  [2019-04-09]. （原始内容存档于2019-03-06） （英语）.
16. ↑  三、枢纽改建
17. ↑  七、其它线路　1985年山东境内铁路其它线路
18. ↑  . 2010.
19. ↑  .   [2019-02-26]. （原始内容存档于2015-01-10）.
20. ↑  青岛市档案馆，档案编号B1-1-387.6
21. ↑  . 齐鲁晚报. wemedia.ifeng.com. 2017-10-24 15:40:05  [2019-04-16]. （原始内容存档于2019-04-16）.
22. ↑  . 济南市安全生产监督管理局.   [2009-09-16].[永久]
23. ↑  1985年山东境内铁路其它线路
24. ↑  薛枣支线
25. ↑  磁莱支线
26. ↑  泰肥支线
27. ↑  . www.chinanews.com. 齐鲁晚报. 2011年11月28日 09:52  [2019-01-16]. （原始内容存档于2019年1月17日）.
28. ↑   (PDF). 国家文物局: 106. 2013年3月5日  [2019年2月27日]. （原始内容 (pdf)存档于2014年11月2日）.
29. ↑  . www.peoplerail.com.   [2019-02-11]. （原始内容存档于2019-02-12）.
30. 1 2  . 天津中车机辆装备有限公司.   [2019-04-15]. （原始内容存档于2019-04-15）.
31. ↑  . 瞭望东方周刊. 2018-12-10 18:06:27  [2019-06-08]. （原始内容存档于2019-08-03）.
32. ↑   參:

1. ↑   (PDF).   [2023-04-05]. （原始内容存档 (PDF)于2023-04-05）.
2. ↑  《天津铁路分局志》上册，2003年9月版，第106-107页。第一篇铁路建设 第二章支线及主要联络线 第八节南曹联络线